# Ștefan Iovan
Ștefan Iovan (* 23. August 1960 in Moțăței, Kreis Dolj) ist ein ehemaliger rumänischer Fußballspieler und derzeitiger -trainer. Der Verteidiger bestritt 365 Spiele in der höchsten rumänischen Fußballliga, der Divizia A, und war Kapitän der Mannschaft von Steaua Bukarest, die den Europapokal der Landesmeister 1986 gewann.

## Spielerkarriere

### Verein
Die Karriere von Iovan begann bei FCM Reșița, wo er im Alter von 17 Jahren in die erste Mannschaft kam und am 4. September 1977 sein erstes Spiel in der höchsten rumänischen Fußballliga, der Divizia A, bestritt. Am Ende seiner ersten Saison stieg er mit dem Verein in die Divizia B ab.
Nach einem Jahr bei Luceafărul Bukarest kehrte Iovan im Jahr 1979 nach Reșița zurück. Durch seine Leistungen wurde der rumänische Spitzenklub Steaua Bukarest auf ihn aufmerksam und holte ihn im Januar 1981 in die Hauptstadt. Bereits in seiner ersten Saison wurde er zum Stammspieler. In den zehn Jahren, die Iovan für Steaua spielte, konnte er mit dem Verein fünf Mal die rumänische Meisterschaft und vier Mal den rumänischen Pokal gewinnen. Den Höhepunkt dieser Zeit bildet aber der Gewinn des Europapokals der Landesmeister 1986 in Sevilla gegen den FC Barcelona, als Iovan den Pokal als Mannschaftskapitän entgegennehmen durfte. Drei Jahre später stand er erneut im Finale, unterlag in Barcelona aber dem AC Mailand.
In der Winterpause 1990/91 wechselte Iovan für eine Ablösesumme von 200.000 US-Dollar ins Ausland und schloss sich Brighton & Hove Albion in der englischen Second Division an. Die eineinhalb Jahre in England standen unter keinem guten Stern, denn Iovan kam kaum zum Einsatz und im Jahr 1992 stieg der Klub in die Third Division ab.
Iovan kehrte nach Rumänien zu Steaua zurück, kam aber auch hier kaum zum Einsatz und wechselte in der Winterpause 1992/93 zum Lokalrivalen Rapid Bukarest. Dort konnte er sich wieder einen Stammplatz erkämpfen. Als er diesen in der Saison 1994/95 wieder verloren hatte, wechselte er zum Ligakonkurrenten Electroputere Craiova.
Zum Abschluss seiner Karriere kehrte er im Jahr 1996 zu seinem Heimatverein CSM Reșița zurück und half mit, den Aufstieg in die Divizia A zu vollbringen. Im Jahr 1997 hängte er die Fußballstiefel an den Nagel.

### Nationalmannschaft
Iovan bestritt 35 Spiele für die rumänische Fußballnationalmannschaft und erzielte dabei drei Tore. Seinen ersten Einsatz hatte er am 1. Juni 1983, als er im Freundschaftsspiel gegen Jugoslawien in der 81. Minute für Michael Klein eingewechselt wurde. Zunächst kam er nur in einigen Freundschaftsspielen zum Einsatz und gehörte erst ab 1985 zum Stamm der Nationalmannschaft.
Iovan war es nicht vergönnt, an einem internationalen Turnier teilzunehmen. Während die Qualifikation zur Weltmeisterschaft 1986 und zur Europameisterschaft 1988 verpasst wurde, gehört er zu derjenigen Elf, die die Qualifikation zur Weltmeisterschaft 1990 im Spiel gegen Dänemark am 15. November 1989 perfekt machten. Dennoch wurde er von Nationaltrainer Emerich Jenei nicht für das rumänische Aufgebot berücksichtigt.
Nach der WM gehörte er zwar noch dem Nationalkader an, wurde aber nach dem EM-Qualifikationsspiel gegen San Marino am 5. Dezember 1990 von Gheorghe Constantin nicht mehr berücksichtigt, da er bei seinem Verein Brighton & Hove Albion kaum zum Einsatz kam.

## Trainerlaufbahn
Nach dem Ende seiner aktiven Laufbahn war Iovan zunächst als Jugendtrainer von Steaua Bukarest tätig, ehe er im Jahr 2000 Assistent von Victor Pițurcă bei Steauas erster Mannschaft wurde. Dieses Engagement setzte er auch in Pițurcăs zweiter Amtszeit ab 2002 fort. Im Jahr 2004 folgte er ihm zur rumänischen Nationalmannschaft und war bis zu Pițurcăs Entlassung im Jahr 2009 ebenfalls dessen Co-Trainer. Anschließend übernahm ihn dessen Nachfolger Răzvan Lucescu. Nach Lucescus Rücktritt am 4. Juni 2011 war Iovan Interimstrainer der rumänischen Nationalelf während einer Länderspielreise nach Südamerika.

## Erfolge

### Als Spieler
(alle Erfolge mit Steaua Bukarest)
- Rumänischer Meister: 1985, 1986, 1987, 1988, 1989, 1993 (und Vizemeister 1984, 1990 und 1991)
- Rumänischer Pokalsieger: 1985, 1987, 1988, 1989
- UEFA Champions League: 1986
- UEFA Super Cup: 1986
- Weltpokal-Finalist: 1986